# الأرمن في الدولة العثمانية

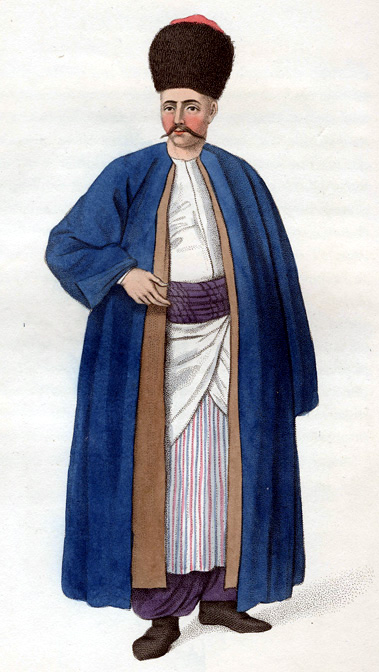
أرمني في الإمبراطورية العثمانية: لوحة توثق الحياة الثقافية عام 1779

انتمى الأرمن في الدولة العثمانية (أو الأرمن العثمانيون) في معظمهم إلى الكنيسة الرسولية الأرمنية أو كنيسة الأرمن الكاثوليك. كانوا جزءًا من الشعب الأرمني حتى ساوت إصلاحات التنظيمات في القرن التاسع عشر بين جميع المواطنين العثمانيين أمام القانون.

## الخلفية
أدخل العثمانيون عددًا من الأساليب الفريدة للحكم على تقاليد الإسلام. لم تفصل الثقافة الإسلامية بين المسائل الدينية والدنيوية. في البداية، كان السلطان صاحب أعلى سلطة في البلاد ويسيطر على كل شيء تقريبًا. ومع ذلك، بدأ تنظيم إداري يأخذ شكلًا أكثر تحديدًا في النصف الأول من القرن السادس عشر في عهد سليمان الأول، المعروف أيضًا باسم «القانوني». تصوّر العثمانيون «مؤسستين» منفصلتين تتقاسمان السلطة الإدارية، أحدهما مسؤولة عن حكم مواطني الدولة والأخرى مسؤولة عن جيشها. ترك العثمانيون الأمور المدنية للمؤسسات المدنية. وغالبًا ما يصف المؤرخون البنية الاجتماعية-السياسية العثمانية بـ «التنظيم العثماني». ومع ذلك، تجدر الإشارة إلى أن مصطلح «التنظيم العثماني» يعطي إحساسًا بوجود جمود هيكلي ربما كان غائبًا طوال الفترة العثمانية.
كان اندماج السكان الأرمن يرجع جزئيًا إلى غياب الجمود الهيكلي طوال الفترة الأولية. أدارت الإدارة المدنية الشعب الأرمني فيما يتعلق بقضايا شؤونهم الداخلية. شكل سكان البلدات والقرويون والمزارعون طبقة تسمى «الرعية» بما فيها «الرعايا الأرمن». ونُفِّذت الإدارة المدنية والقضائية في ظل نظام مواز منفصل من الوحدات البلدية أو الريفية الصغيرة تسمى قضاء. اعتُبر النظام المدني بمثابة رقابة على النظام العسكري لأن البك الذي مثّل السلطة التنفيذية على الرعية لم يكن بإمكانه تنفيذ العقوبة من دون حكم صادر عن الزعيم الديني للشخص. أيضًا، تمتّع السلطان بسلطة تتجاوز السلطة المذكورة. كانت البطريركية المسكونية المرشد للشعب الأرمني. سُمّي هذا الهيكل بأكمله في الحالة الأرمنية الملّة الأرمنية.
خلال الفترة البيزنطية، لم يُسمح للكنيسة الأرمنية بالعمل في القسطنطينية، لأن الكنيسة اليونانية الأرثوذكسية عدّت الكنيسة الأرمنية ضربًا من الهرطقة. بتأسيس بطريركية القسطنطينية المسكونية، أصبح الأرمن زعماء دينيين، وتجاوز نفوذ البيروقراطيين في عهد الدولة العثمانية حدود مجتمعهم. إن فكرة وجود «مؤسستين» منفصلتين تتقاسمان سلطة الدولة منحت الشعب فرصة لشغل مناصب مهمة، منها: الإدارية والدينية-القانونية والاجتماعية-الاقتصادية.
شغل الأرمن مناصب مهمة في الدولة العثمانية، إذ كان آرتين داديان باشا، الذي شغل منصب وزير الخارجية من 1876 إلى 1901، واحدًا من الأمثلة العديدة على المواطنين الأرمن الذين لعبوا دورًا أساسيًا في المجال الاجتماعي-السياسي للدولة العثمانية.

## دور الأرمن في الاقتصاد العثماني
اكتسبت نخبة من العائلات الأرمنية في الدولة العثمانية ثقة السلاطين وتمكنت من الوصول إلى مناصب مهمة في الحكومة العثمانية والاقتصاد العثماني. على الرغم من أن أعدادهم كانت صغيرة مقارنة بجميع السكان الأرمن العثمانيين، أثار هذا بعض الاستياء بين القوميين العثمانيين. كانت حياة بقية الأرمن العاديين صعبة للغاية لأنهم عوملوا كمواطنين من الدرجة الثانية. من هؤلاء الأرمن النخبة الذين حققوا نجاحًا كبيرًا كان إبراهيم باشا الذي أصبح وزيرًا للدولة العثمانية. أصبح رجل آخر يدعى غابرييل نورادونغويان وزير الشؤون الخارجية للدولة العثمانية. سيطرت عائلة داديان على صناعة الذخيرة بأكملها في الدولة العثمانية. أصبح كالوست غولبنكيان أحد المستشارين الرئيسيين لبنك تركيا الوطني ومؤسسة البترول التركية التي أصبحت فيما بعد مؤسسة النفط العراقية. كتب المؤرخ أ. تشامكيرتن «إن إنجازات الأرمن في الإمبراطورية لم تقتصر فقط على التجارة، بل كانوا مشاركين في جميع القطاعات الاقتصادية تقريبًا وتحمّلوا أكبر أعباء المسؤولية. في القرن التاسع عشر، أصبحت العديد من العائلات الأرمنية صائغي ذهب للسلطان ومهندسين معماريين لديه، واستحوذت على احتياطي العملة واحتياطي الذهب والفضة، بما في ذلك الرسوم الجمركية. وكان ستة عشر مصرفيًا من بين أهم ثمانية عشر مصرفيًا في الدولة العثمانية من الأرمن». (كالوست سركيس غولبنكيان: الرجل وعمله. لشبونة: مؤسسة غولبنكيان للصحافة. 2010)

### بطريركية القسطنطينية
بعد سقوط القسطنطينية في يد الأتراك العثمانيين في عام 1453، بدأت البطريركية تهتم بشكل مباشر بجميع الأرثوذكس الذين يعيشون في الدولة العثمانية. كان هوفاجيم الأول في ذلك الوقت مطران بورصة. في عام 1461، أحضر السلطان محمد الثاني هوفاجيم الأول إلى القسطنطينية ورسمه بطريرك الأرمن في القسطنطينية، إذ وُجد هذا المنصب لغرض سياسي فحسب. أراد السلطان محمد الثاني تحقيق الانفصال الأرمني اليوناني. أصبحت القسطنطينية المركز الحقيقي لحياتهم الكنسية والوطنية. كجزء من رغبة محمد، كان البطريرك الأرمني وليس كاثوليكوس إتشميادزين، أهم شخصياتهم الوطنية. في عاصمة السلطان، عاش أكبر مجتمع أرمني في العالم؛ وجعلت سلطته المدنية-الكنسية السلطانَ أقوى مسؤول بين الأرمن من الناحية العملية بشكل عام. قبل الفتح العثماني في عام 1453، لم تكن هناك من المحتمل كنائس أرمنية في القسطنطينية. منذ عام 1453، بُنيت 55 كنيسة أرمنية جديدة في إسطنبول، بعضها يعود للقرن السادس عشر.
حتى إصدار الخط الشريف عام 1839، تمتّع البطريرك ووكلائه بسلطة جزائية على الشعب الأرمني ضمن الحدود. في العاصمة، امتلك البطريرك سجنه الخاص، واحتفظ بأفراد من الشرطة. كانت سلطته على رجال الدين سلطة مطلقة، إذ بإمكانه سجنهم أو نفيهم كما يشاء؛ وعلى الرغم من أنه كان يضطر إلى ضمان موافقة السلطان في سجن أو نفي أحد من العامّة في مجتمعه، كان يحصل على الفرمان اللازم بسهولة. وضع نظام الحكومة البطريركي سلطاتٍ مدنية في أيدي كبار رجال الدين، نتيجة لحقيقة أن السلطان لم يميّز بين الكنيسة والمجتمع، وغالبًا ما استخدم ثقل سلطته للحفاظ على سلامة الكنيسة.

### حياة القرى الأرمنية
في القرى، بما فيها تلك التي كان سكانها من المسلمين بشكل رئيسي، استقرت الأحياء الأرمنية في مجموعات بين أطياف أخرى من السكان. بالمقارنة مع الآخرين، عاش الأرمن في منازل جيدة البناء. رُتّبت المنازل واحدًا فوق الآخر، بحيث كان السقف المسطح للمنزل السفلي فناءً أماميًا للمنزل الذي فوقه. أُقيمت المنازل متجمّعة على بعضها من أجل السلامة. بُنيت المساكن الأرمنية لتتكيّف مع أقصى درجات الحرارة في مرتفعات أرمينيا الغربية (سميت الأناضول الشرقية في عام 1941). في الصيف، حافظت الجدران السميكة والأسقف المغطاة بالطين على برودة الغرف. كانت التقاليد الطبيعية والزراعية للأرمن مماثلة لتقاليد الآخرين، ولكن يمكن العثور على ما يميّزهم لدى زينوفون، الذي وصف العديد من جوانب حياة القرى الأرمنية وكرم ضيافتها. روى أن الناس تحدثوا بلغة كانت تبدو لأذنه وكأنها لغة الفرس.
كان البك أو الشيخ بمثابة زعيم للقرية، وكان منزله عادةً أفخم مسكن في القرية. لم يكن وجود ثلاثة كهنة لخمس وثلاثين عائلة أمرًا غير مألوف. سافر معظم الأرمن على صهوات الخيول إلى القرى المجاورة، أحيانًا من أجل إقامة الاحتفالات الدينية (مثل مهرجان فان)، وأحيانًا من أجل مرافقة العروس والعزف على الآلات الموسيقية والتصفيق بالأيدي أثناء جلبها إلى قريتهم. مُنع الأرمن من ركوب الخيل أو امتلاك الأسلحة باعتباره كفرًا، لذلك كان أمرًا غير قانوني.

## وصلات خارجية
- A list of Armenian Ministers, Members of Parliament, Ambassadors, General Directors and other High-level bureaucrats of the Ottoman Empire